# Platypeza gyrodroma
Platypeza gyrodroma är en tvåvingeart som beskrevs av Shatalkin 1985. Platypeza gyrodroma ingår i släktet Platypeza och familjen svampflugor. Inga underarter finns listade i Catalogue of Life.